# Norigae

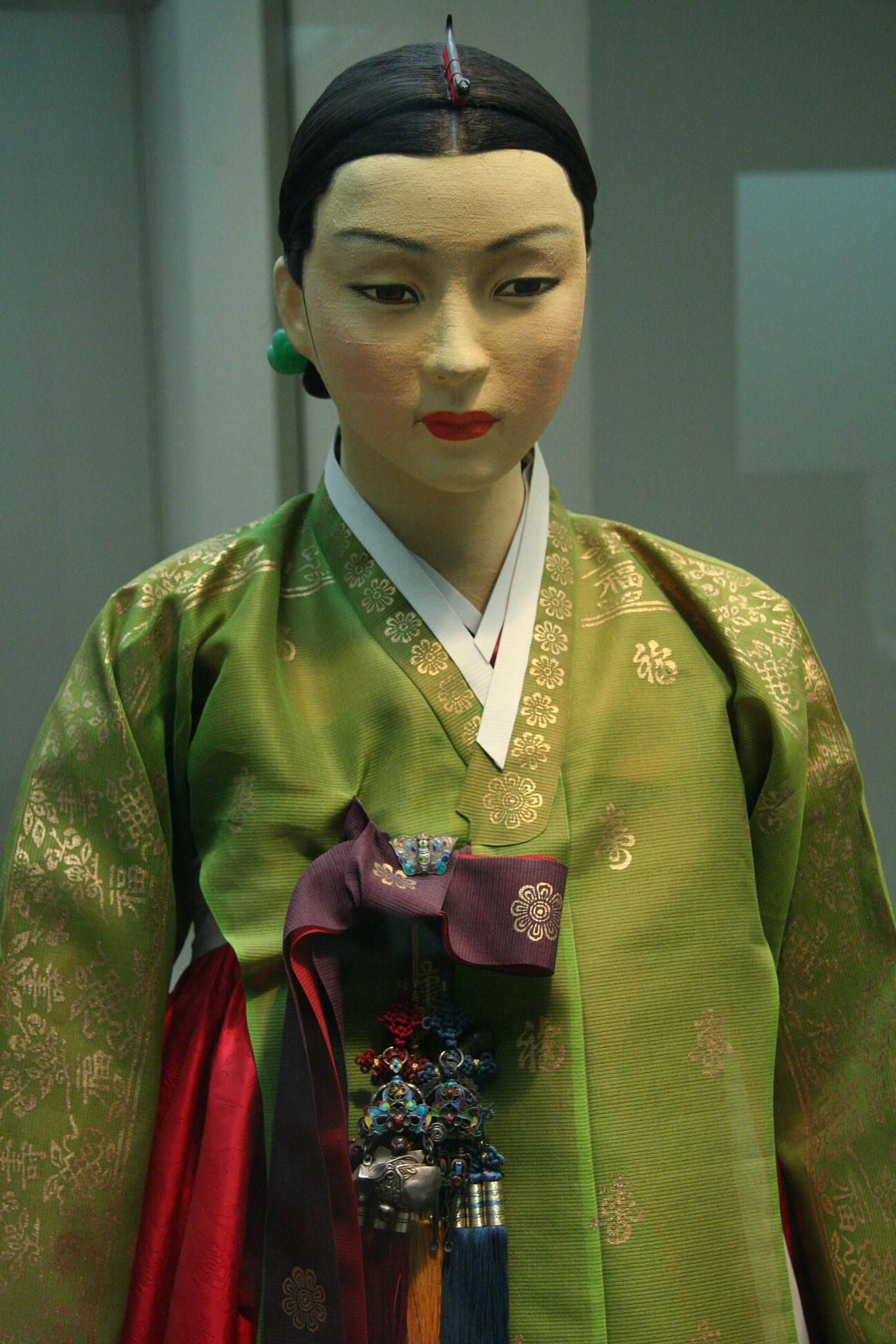
Norigae accroché à un jeogori goreum

Un norigae (hangeul : 노리개) est un accessoire typiquement traditionnel, pendentif accroché au jeogori goreum (en) (ruban entourant la partie haute du vêtement traditionnel coréen) ou le hanbok chima (jupe), deux pièces majeures du vêtement traditionnel des femmes.